# COEX Aquarium
Koordinaten: 37° 30′ 45″ N, 127° 3′ 32″ O

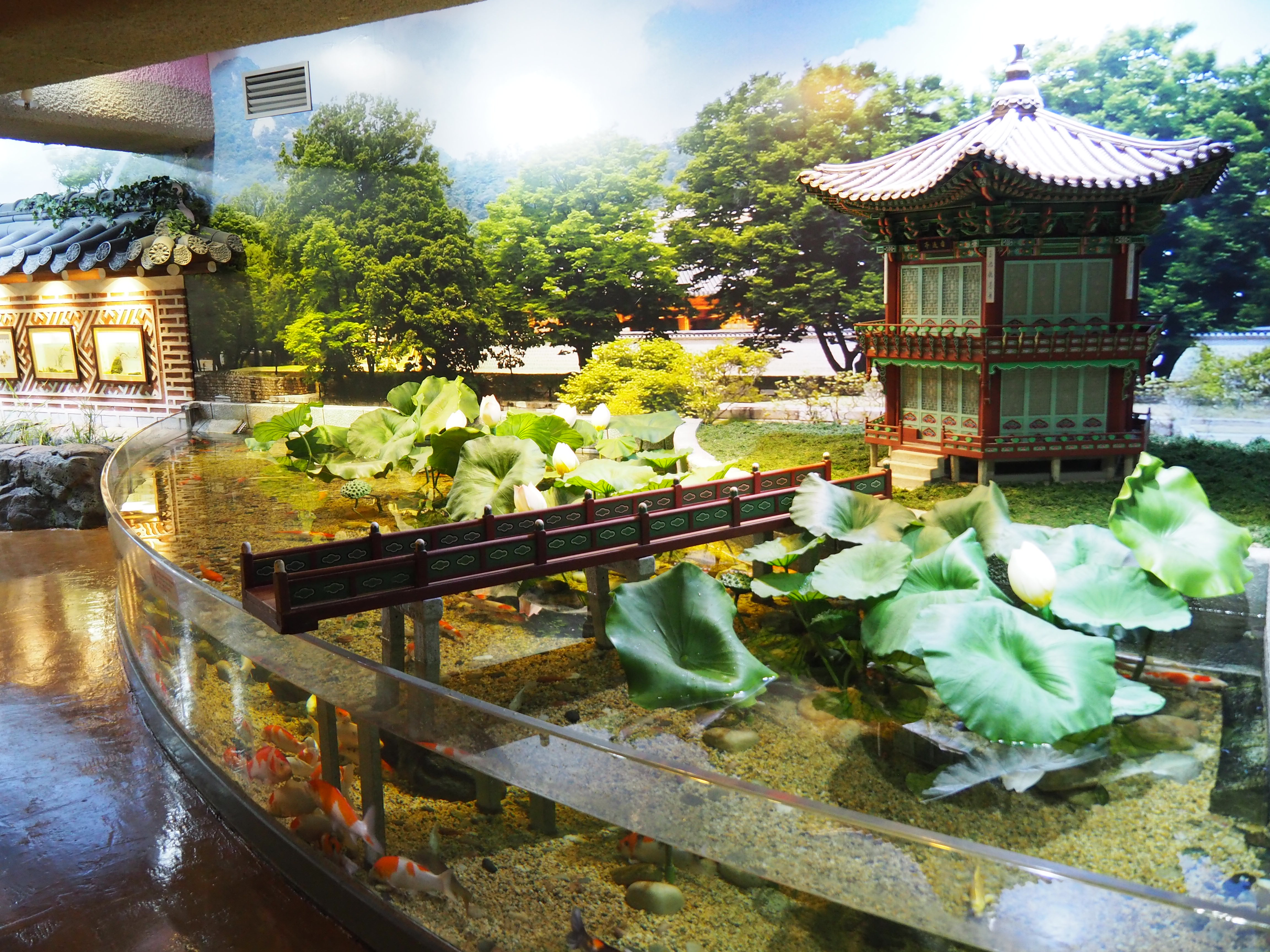
Offenes Schaubecken, welches das Berühren von Kois gestattet

Das COEX Aquarium ist ein in der südkoreanischen Hauptstadt Seoul
befindliches Schauaquarium. Er wurde im Jahr 2000 eröffnet. Das Aquarium ist Teil der COEX Mall, die sich selbst wiederum im COEX Convention & Exhibition Center befindet.

## Tierbestand
Im COEX Aquarium wird eine große Vielfalt an unterschiedlichen Wasserorganismen in  mehr als 650 Arten und über 40.000 Exemplaren gezeigt. Neben rein aquatischen Tieren sind andere, in die jeweiligen Biotope passende Tier- und Pflanzenarten in die Anlagen, beispielsweise Vögel, Amphibien, Otter (Lutrinae) und geeignete Vegetation in jede Sektion eingebunden. Im COEX Aquarium werden über 40 Haie in acht Arten gezeigt. Im Jahr 2016 kam es zu einem Unglück in einem großen Schautank. Vor den Augen der Besucher verschlang ein großer Sandtigerhai (Carcharias taurus) einen wesentlich kleineren Gebänderten Hundshai (Triakis scyllium).
Im Folgenden ist eine Bild-Auswahl einiger Tiere des Bestandes des Aquariums der Jahre 2016 bis 2019 gezeigt:

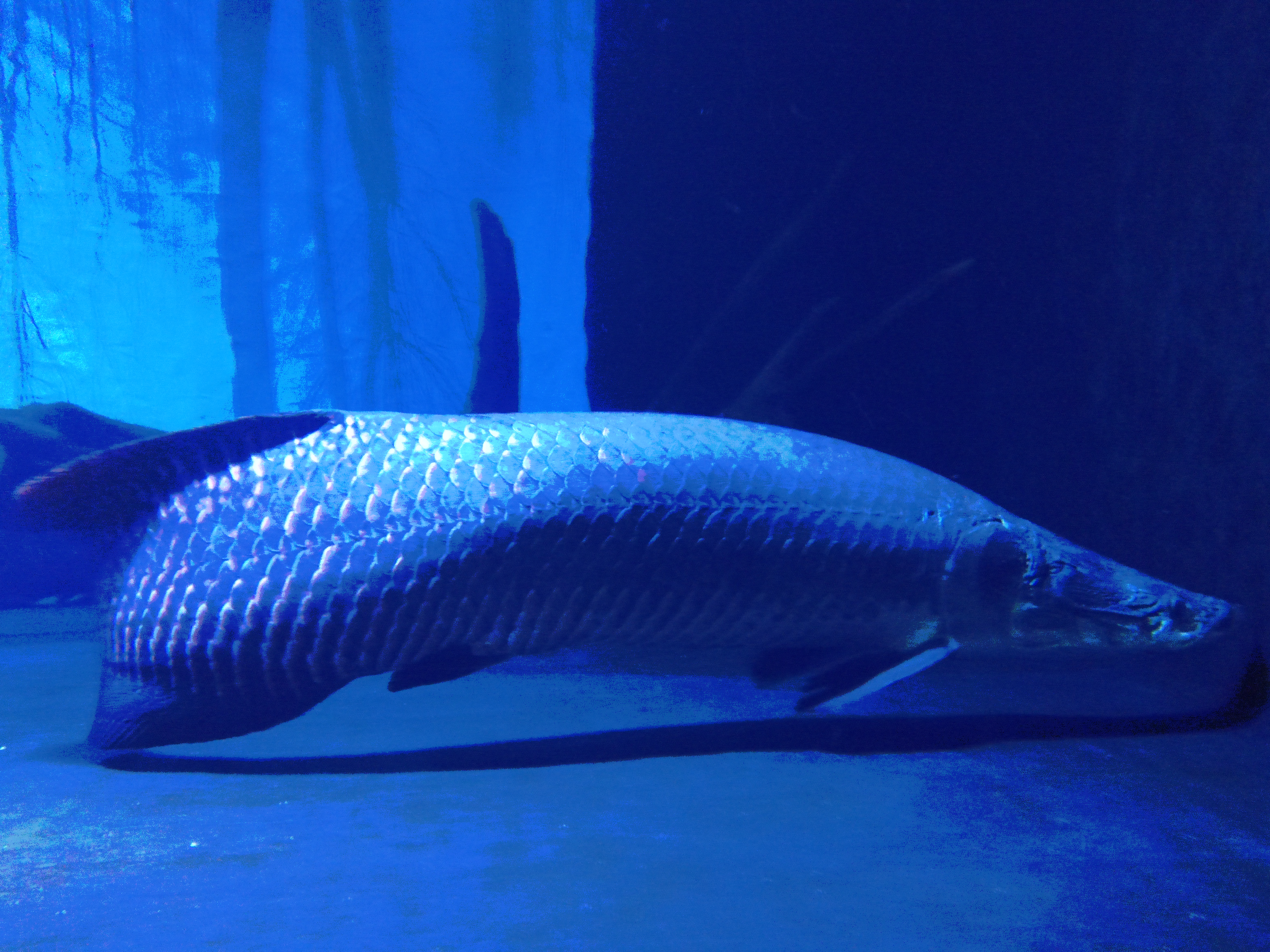
Arapaima gigas
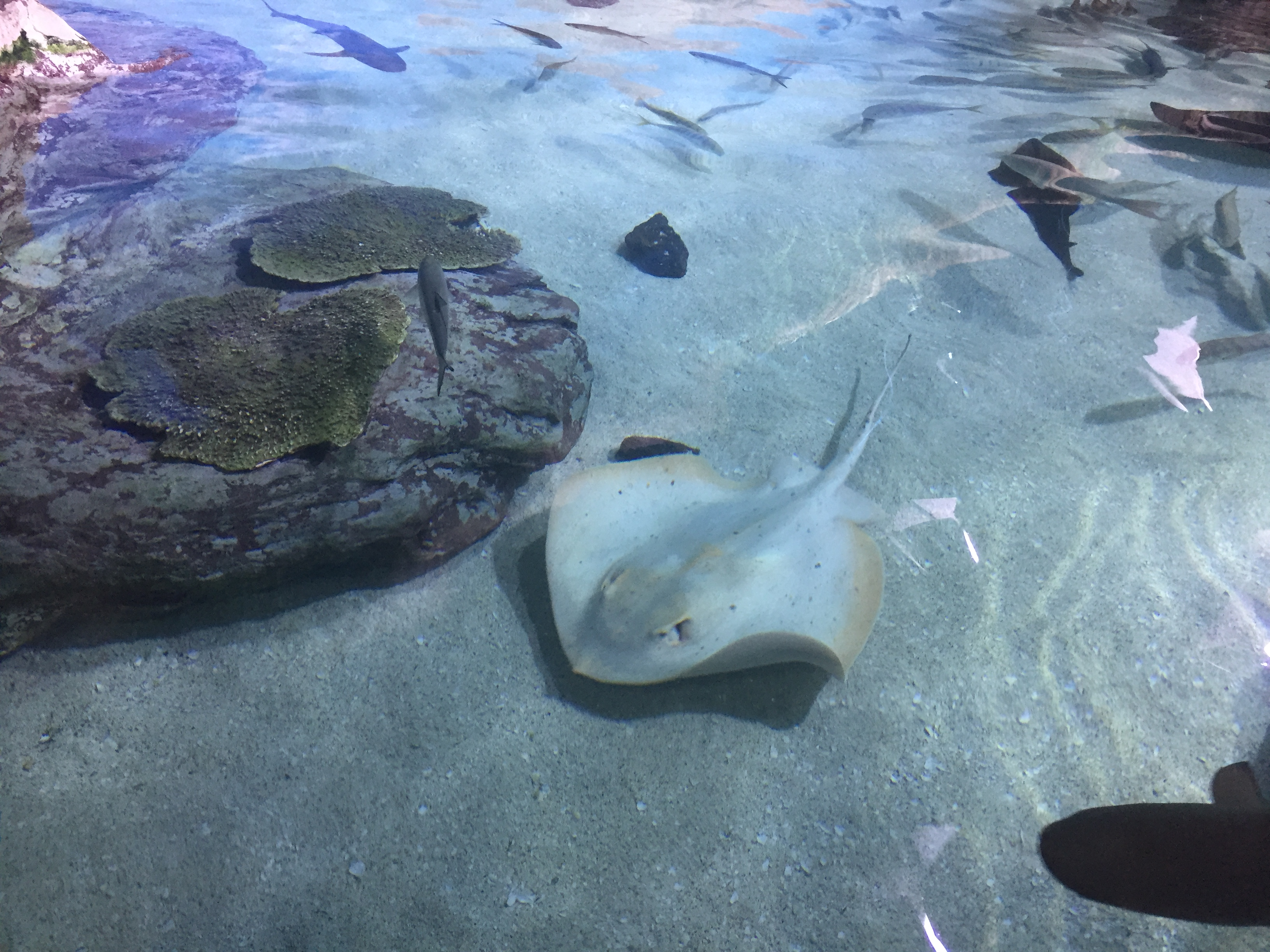
Hemitrygon akajei, Albino
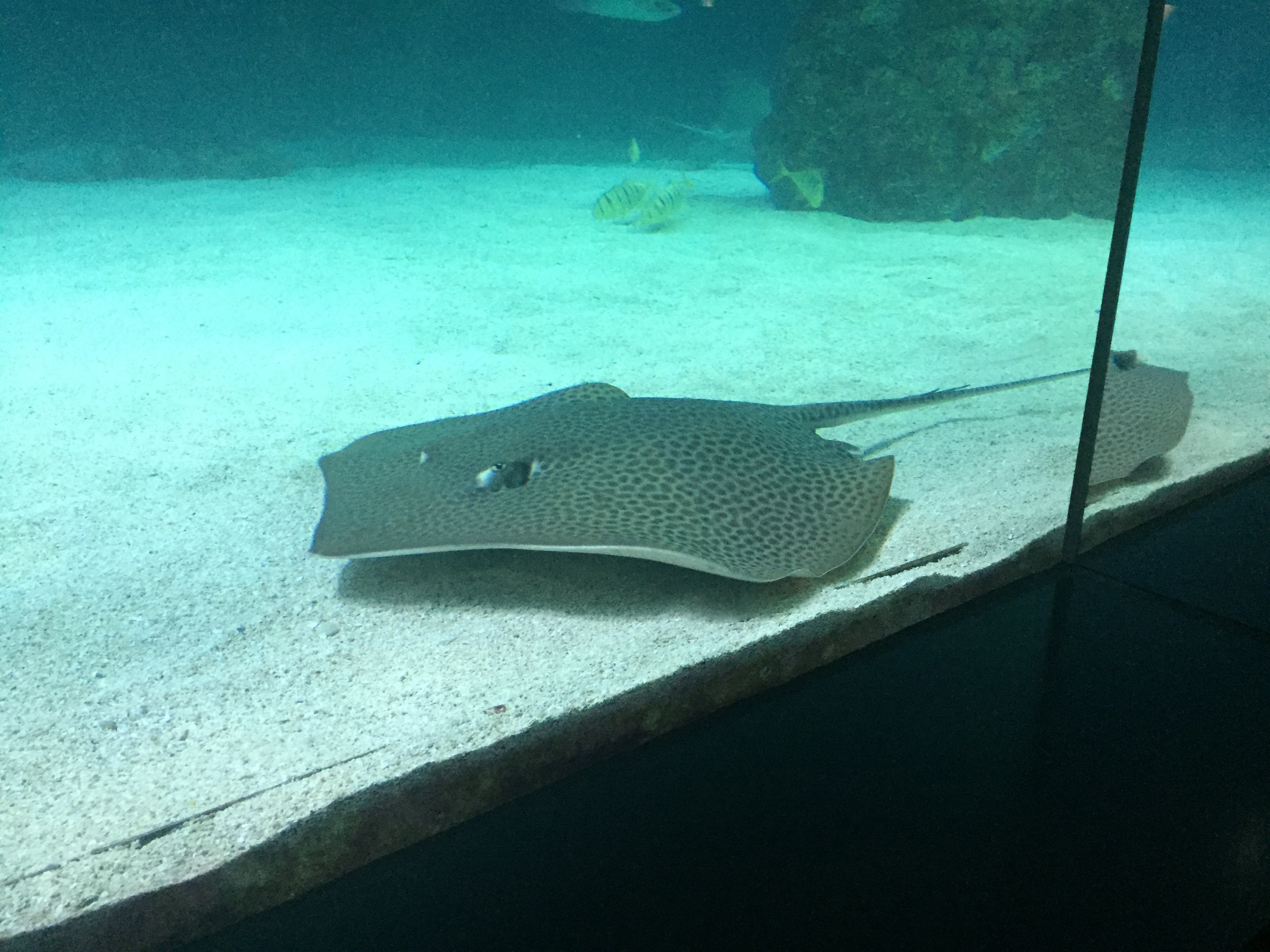
Indo-Australischer Tüpfelrochen (Himantura uarnak)
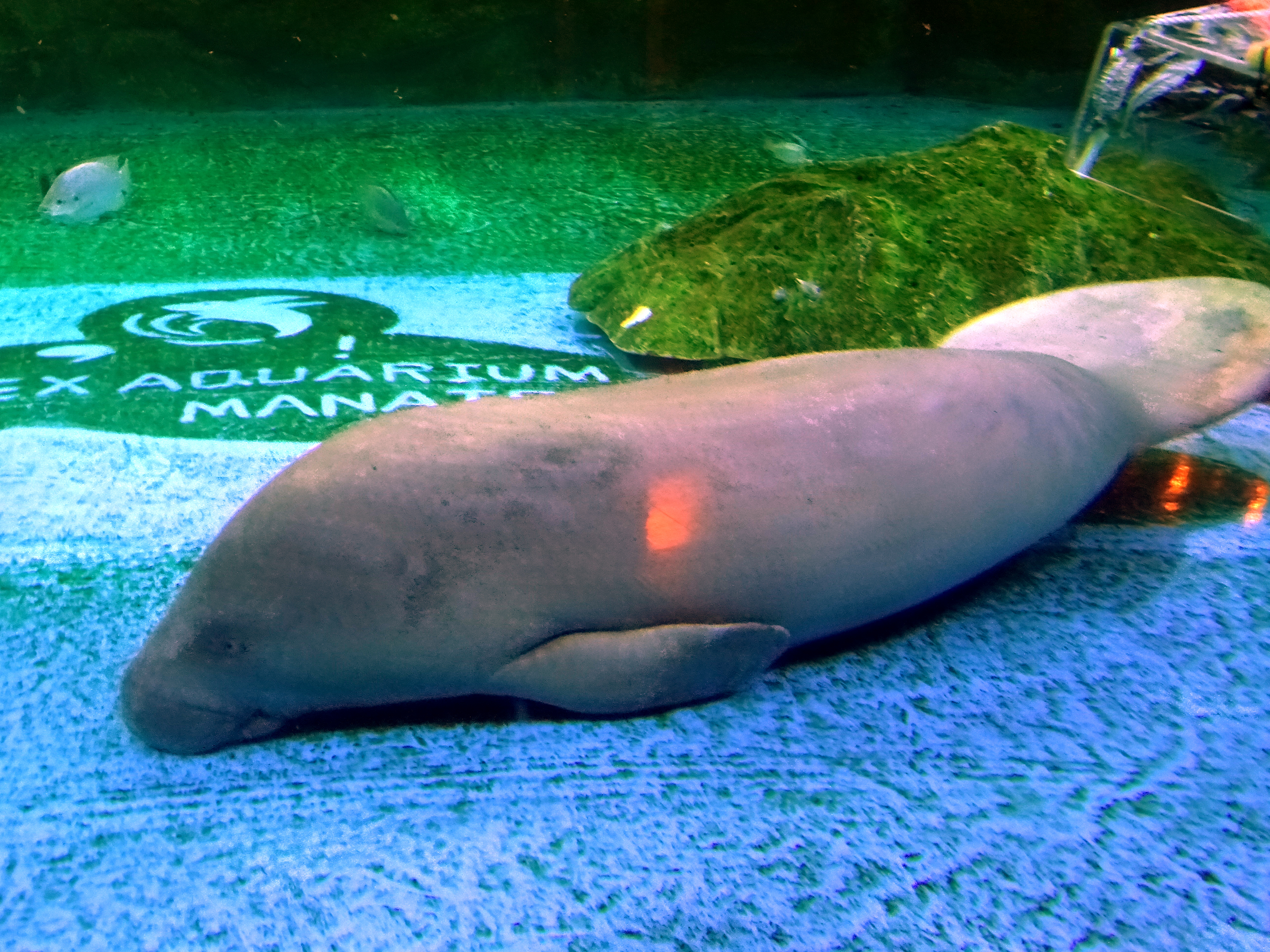
Afrikanischer Manati (Trichechus senegalensis)
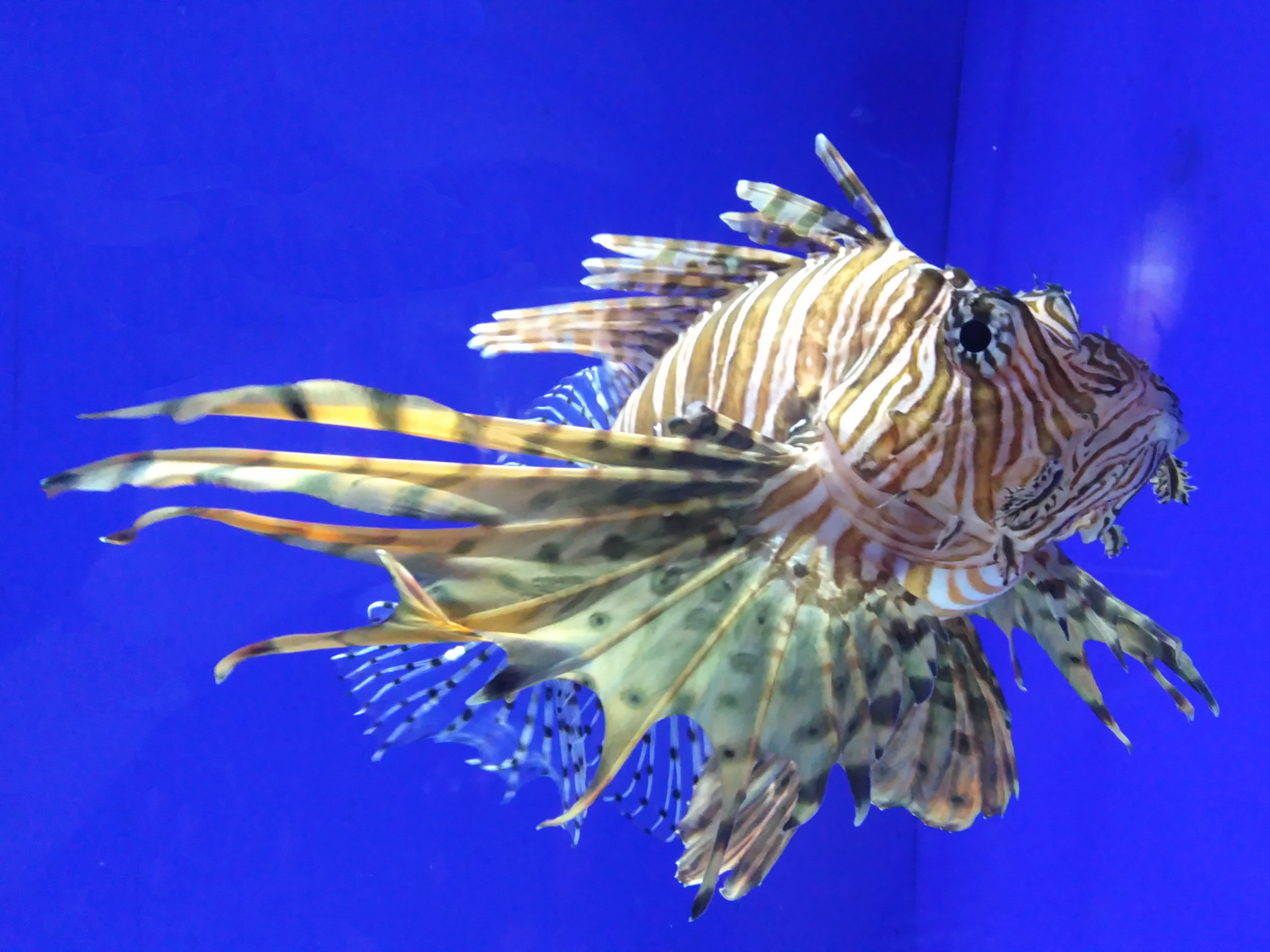
Pazifischer Rotfeuerfisch (Pterois volitans)
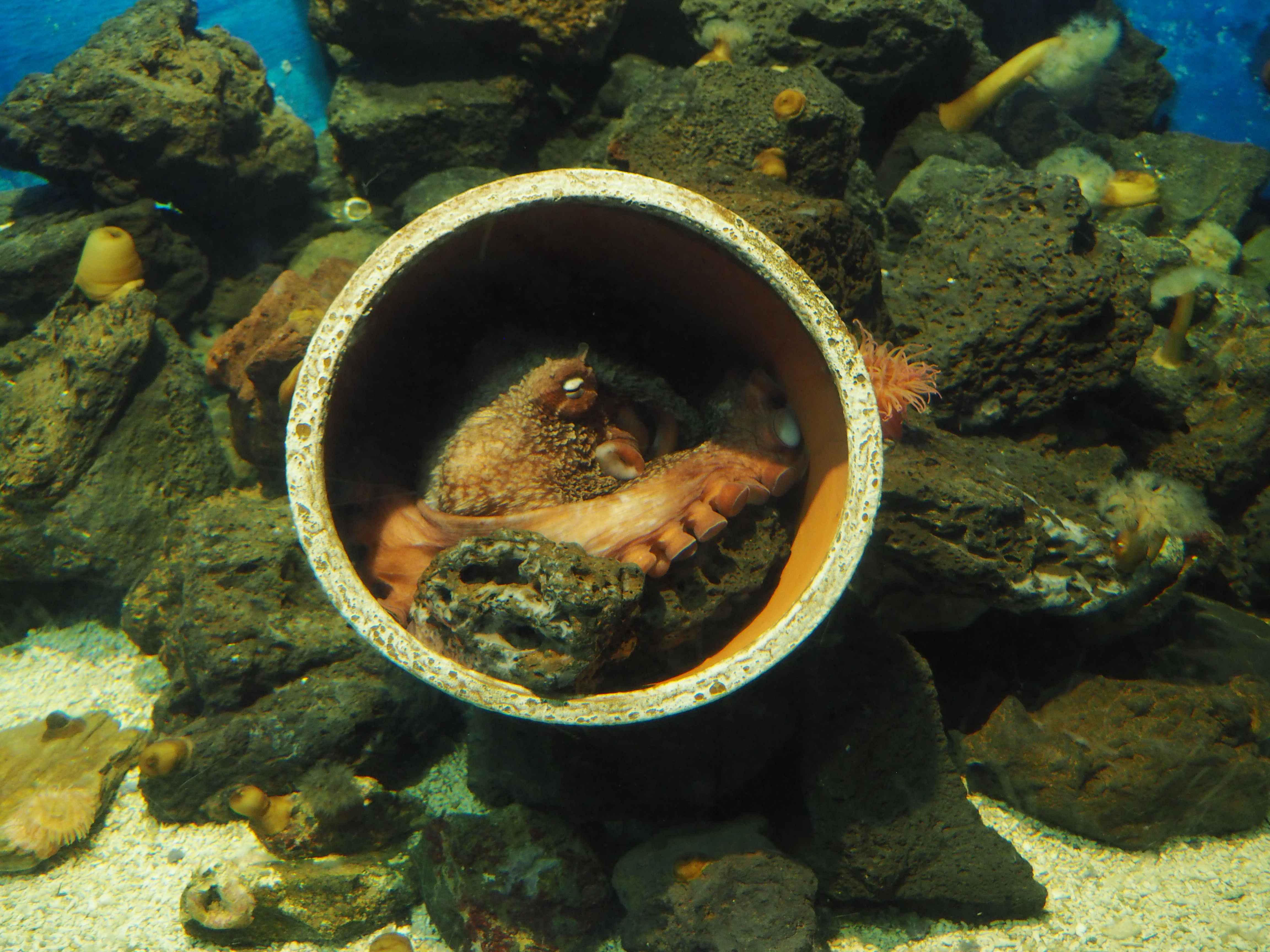
Krake im Versteck
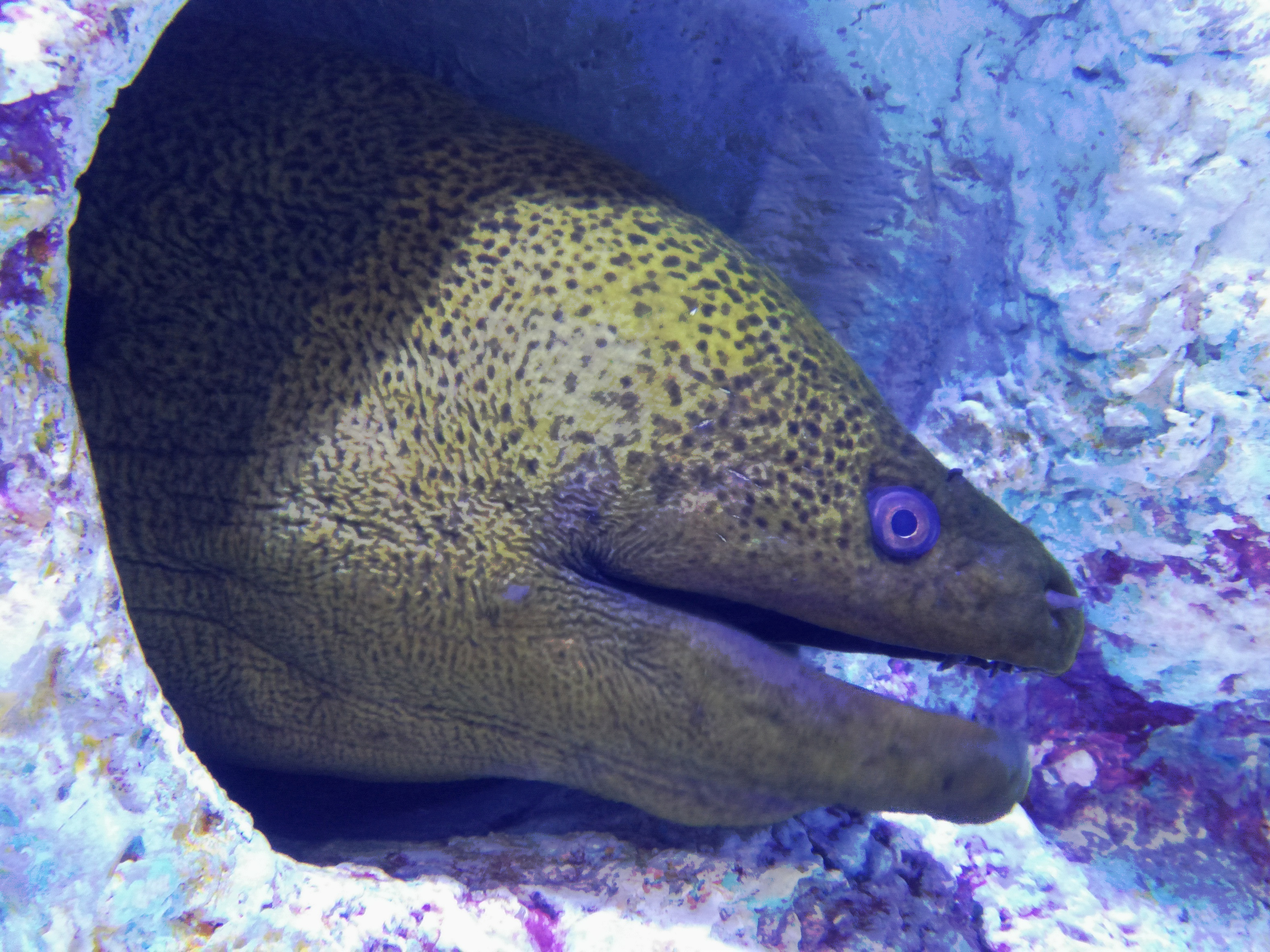
Kidako-Muräne (Gymnothorax kidako)
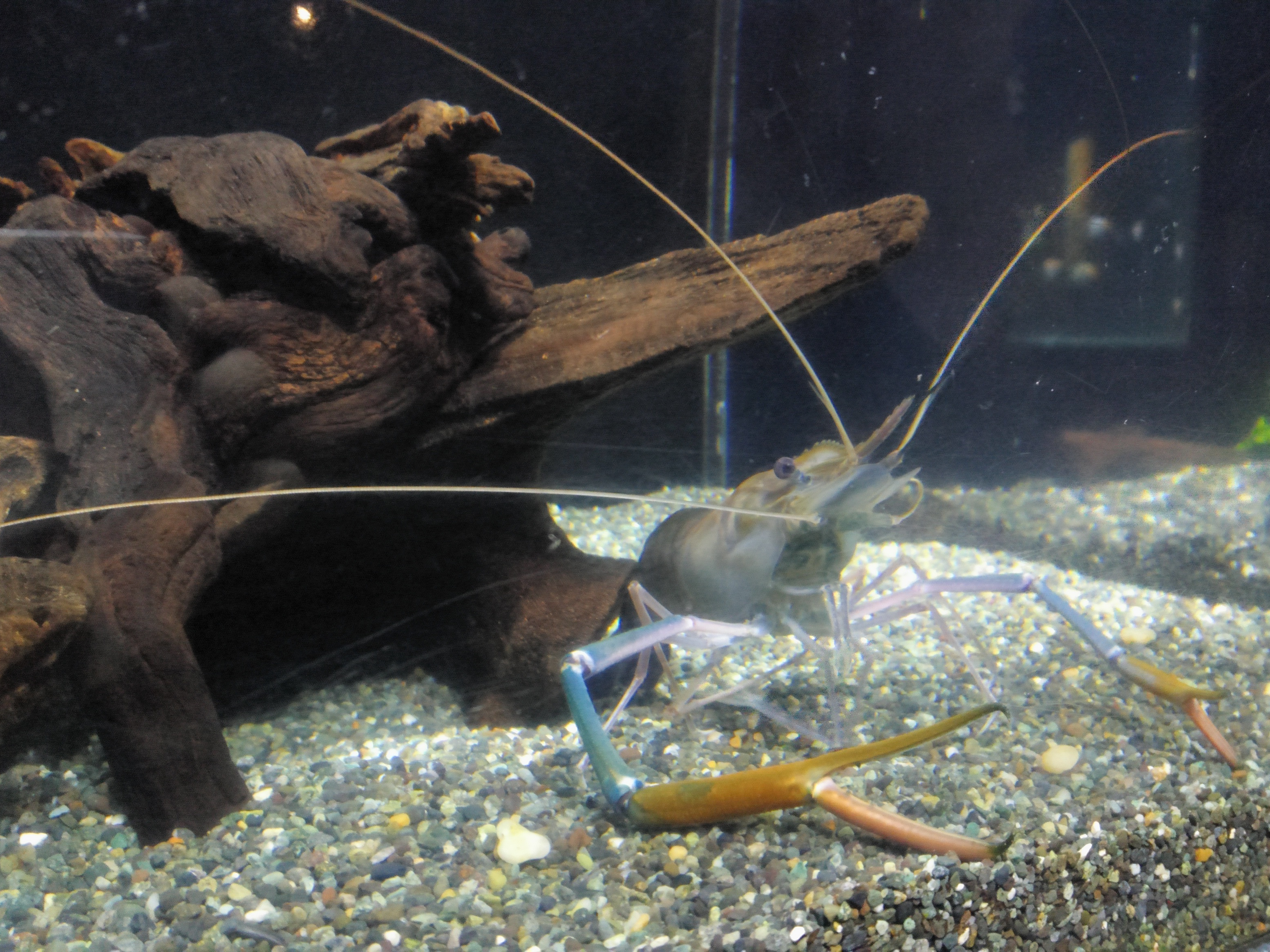
Macrobrachium nipponense (Garnele)
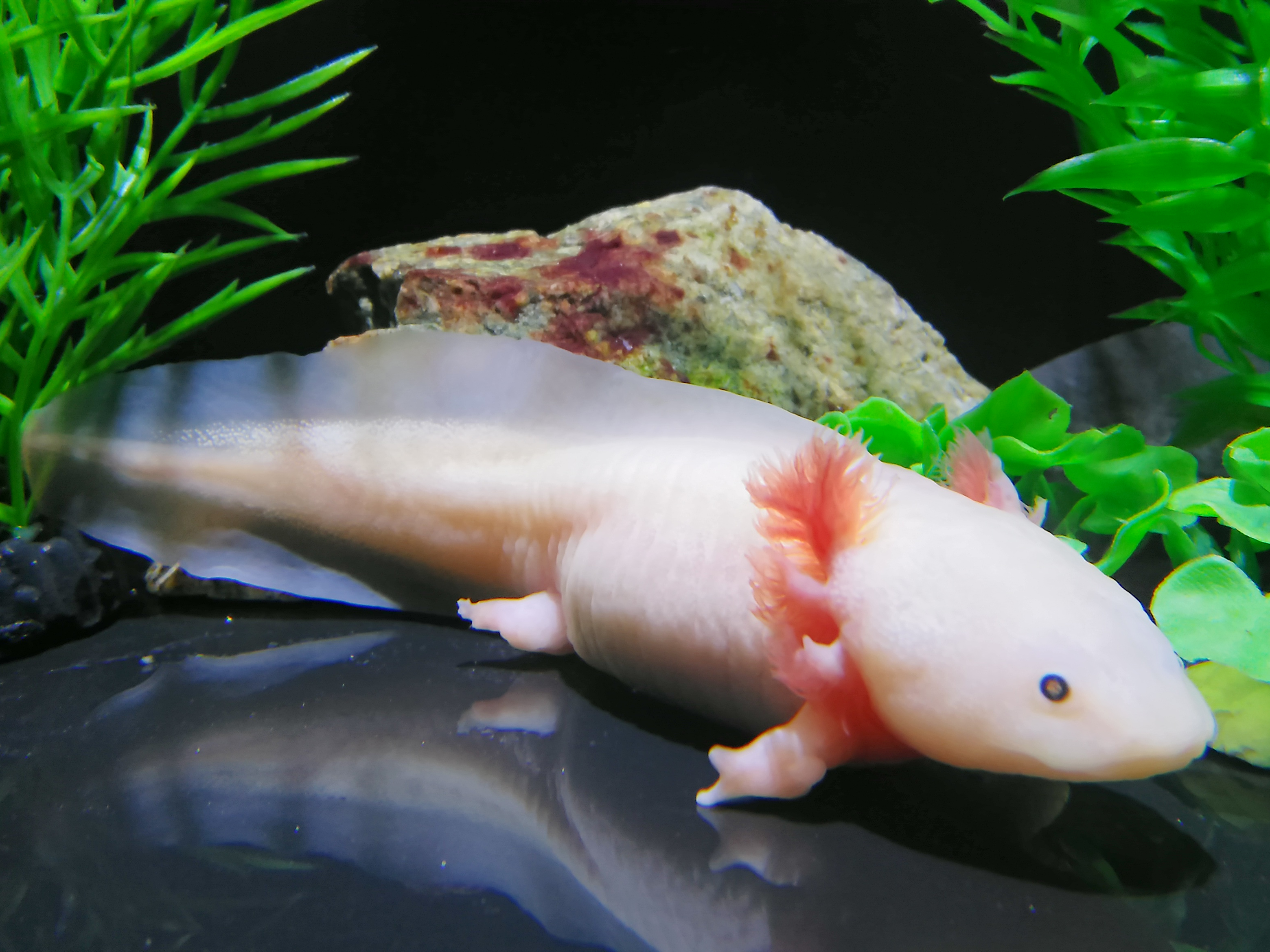
Axolotl (Ambystoma mexicanum)
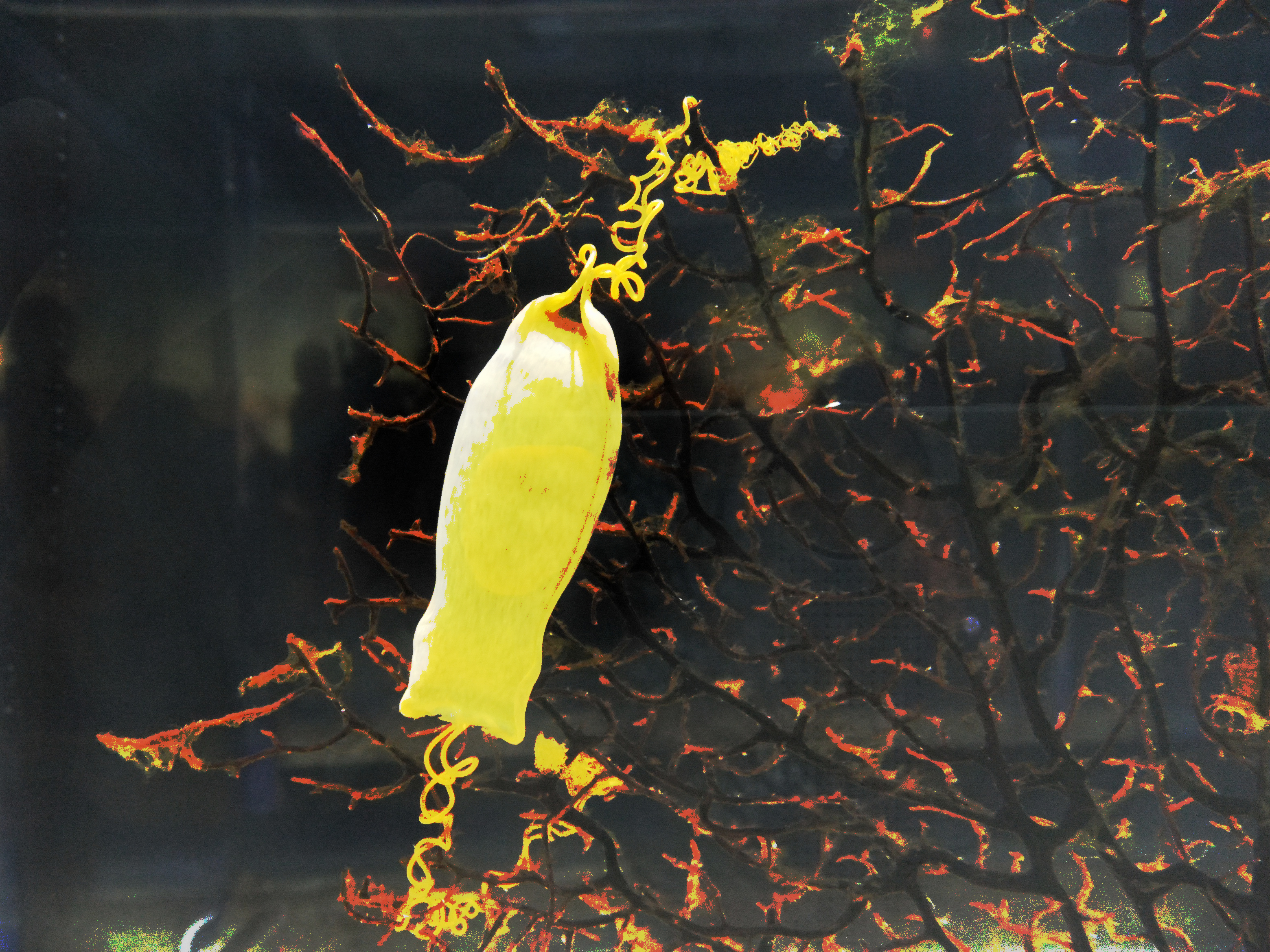
Eikapsel des Katzenhais Scyliorhinus torazame
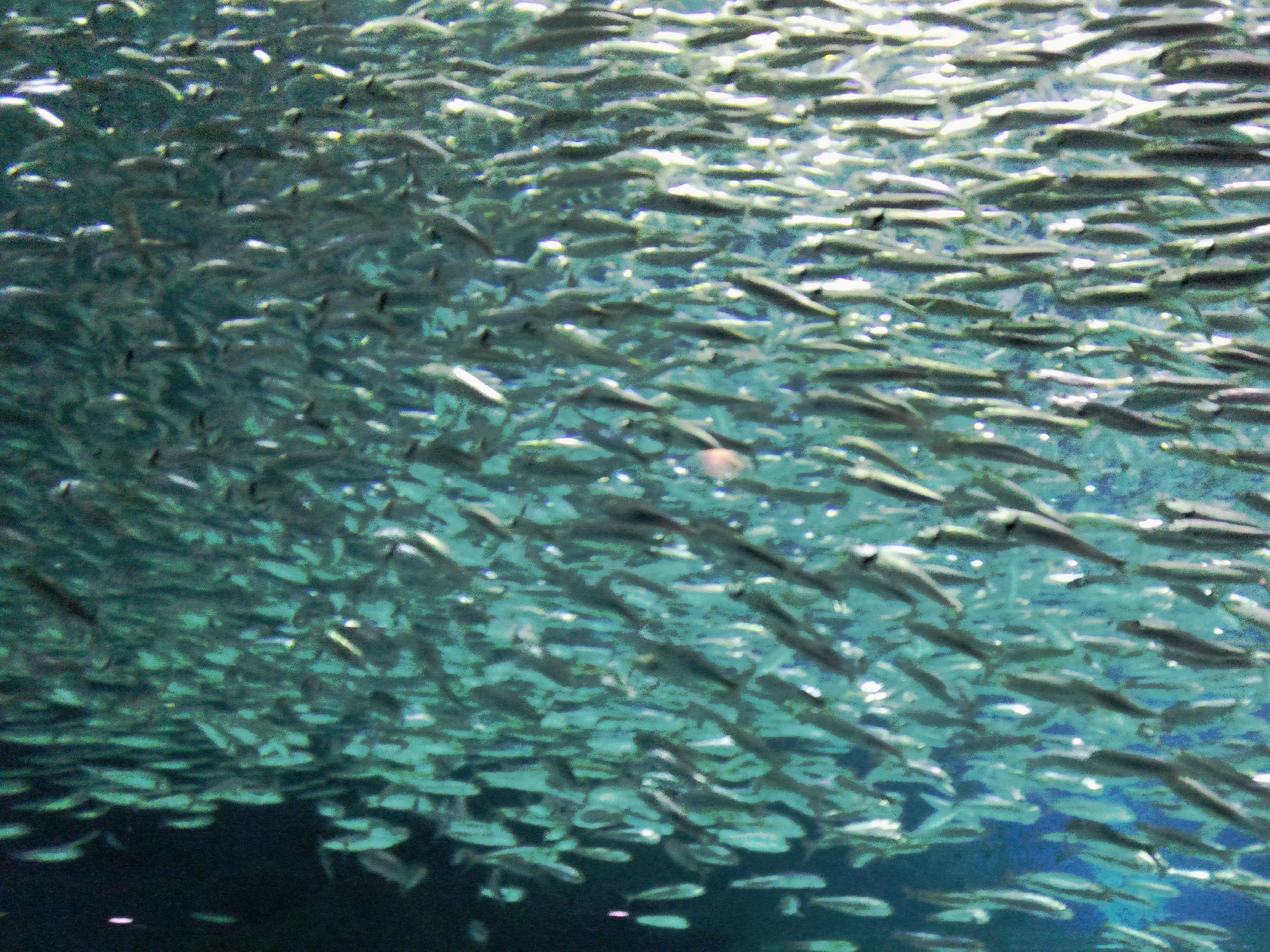
Pazifische Sardinen (Sardinops sagax melanosticus)
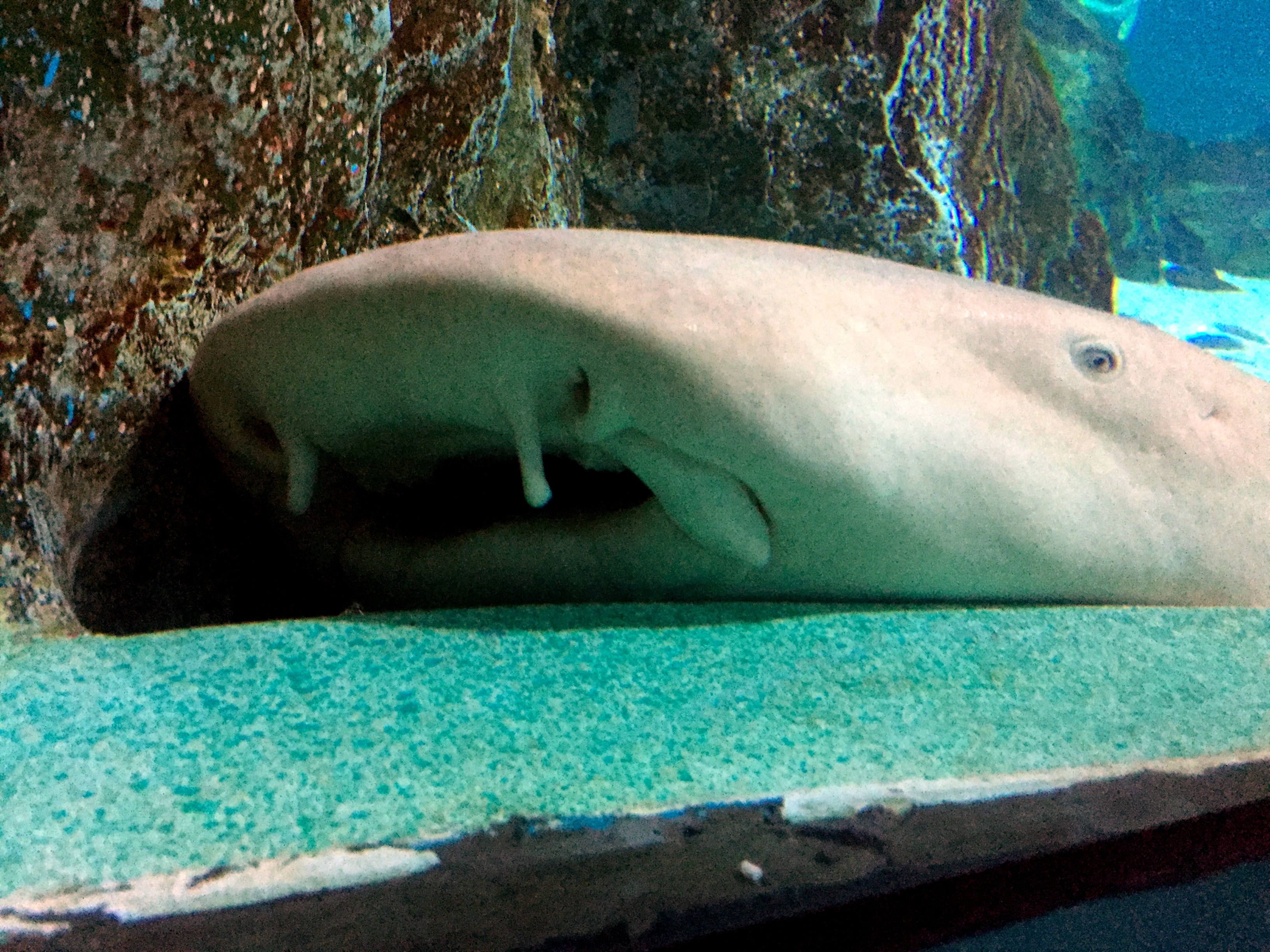
Indopazifischer Ammenhai (Nebrius ferrugineus)

## Anlagen und Ausstellungsschwerpunkte
Auf einer Gesamtfläche von 15.970 Quadratmetern werden die aquatischen Tiere in über 150 Schauaquarien und 90 Zuchttanks, die mit insgesamt 3500  Kubikmetern Wasser gefüllt sind gezeigt. Die Anlagen sind besucherfreundlich mit großen Schaufenstern und Unterwassertunneln aus klarem Acryl versehen. Einige Tanks sind mit Fischen besetzt, die je nach der aktuellen Saison ausgewechselt werden. Das Aquarium bietet auch Ausstellungen, die die Fauna der lokalen koreanischen Ökosysteme vermitteln. Dazu zählen die Sektionen Story of Korean Fish und Garden of Korea, in denen die heimische aquatische Fauna der Flüsse, Seen und Meere Koreas gezeigt wird. Einen breiten Raum nehmen die Abteilungen Fish in Wonderland, Ocean Kingdom und Deep Blue Square ein, wo die Wunderwelt der Fische und weiterer Meerestiere, die die Ozeane der Welt bevölkern zu sehen ist. Bei der Ausstattung der Becken ist das COEX Aquarium bestrebt, für die Tiere eine Umgebung zu schaffen, die ihren natürlichen Lebensräumen möglichst nahe kommt. Dazu sind die einzelnen Aquarien mit felsigen Verstecken, dunklen Höhlen sowie, wo erforderlich mit einer sehr reichhaltigen aquatischen Flora ausgestattet.
Außerdem gibt es kleinere Exponate, die speziell Kinder ansprechen sollen und die das Berühren ausgewählter Fische, beispielsweise Kois ermöglichen.
Zu den weiteren eindrucksvollen Sektionen im COEX Aquarium zählen:
- Amazonia World beschäftigt sich mit der Unterwasserwelt Amazoniens und zeigt beispielsweise Arapaima gigas sowie eine große Anzahl an Piranhas.[4]
- Mangrove and Beach hat die Tierwelt in Mangroven- und Strandgebieten zum Thema.
- Living Reef Gallery vermittelt den Besuchern einen Eindruck des Lebens am Riff und stellt in den Becken unter anderem koloniebildende Nesseltiere (Cnidaria) (Korallen), Schwämme (Porifera) und verschiedene Seeanemonen (Actiniaria) aus.
- Marine Mammal Village beschäftigt sich mit der Lebensweise von Seekühen (Sirenia).
- Besucher, die den Deep Blue Sea Tunnel durchschreiten, sehen neben und über sich eine Vielzahl von Fischen in alle Richtungen schwimmen, von denen die Haie (Selachii), Rochen (Batoidea) und Meeresschildkröten (Cheloniidae) besonders eindrucksvoll erscheinen.
- Der Garden of Jelly Fish ist ein Seegarten, der Quallen und Tintenfische (Coleoidea) enthält.
- Penguin's Playground ist eine den Pinguinen (Spheniscidae) gewidmete Sektion.